# Ranunkelväxter
Ranunkelväxter (Ranunculaceae) är växtfamilj av trikolpater med 58 släkten och omkring 1750 arter. De allra flesta är örter men några få är vedartade buskar eller lianer. Ranunkelväxter förekommer i hela världen men de har sin tyngdpunkt i tempererade och kalla områden. I Sverige förekommer 17 släkten och över 50 arter, alla är dock inte inhemska utan förvildade odlade arter. Många arter är giftiga och en del av de aktiva substanserna har använts inom medicinen. Ett stort antal odlas som prydnadsväxter.

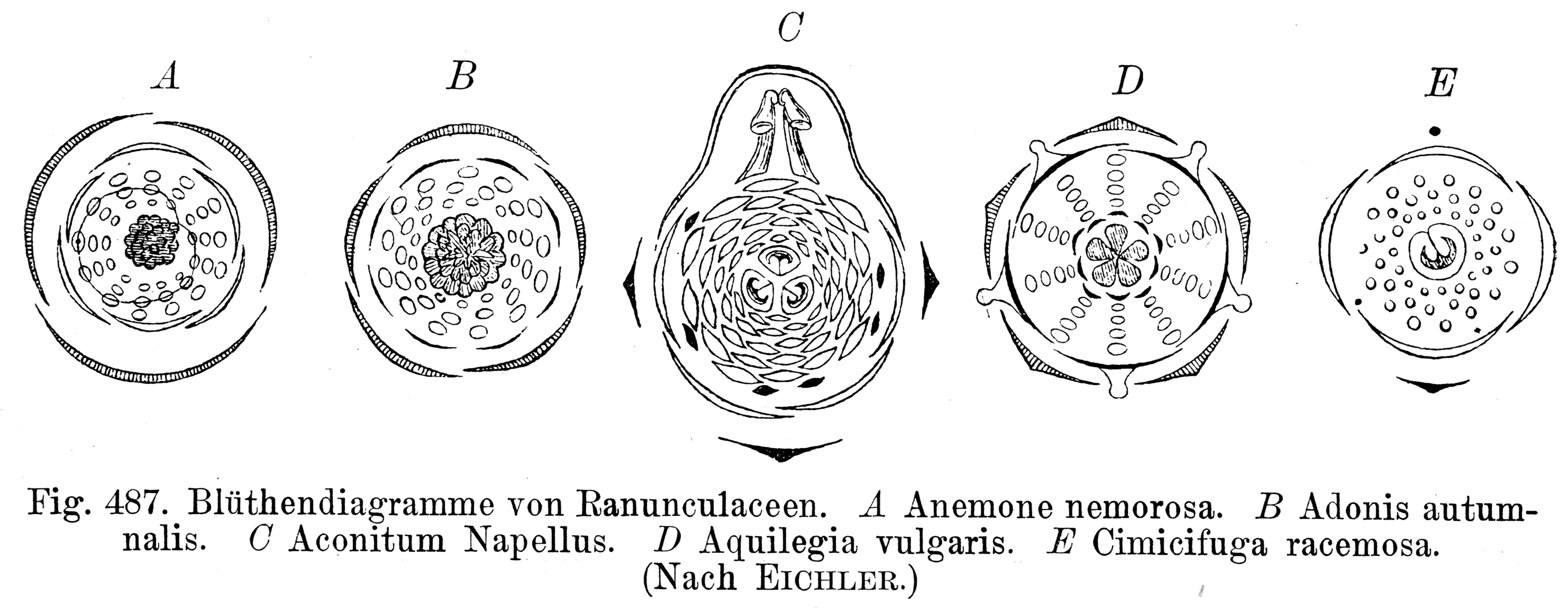
Olika typer av blommor inom Ranunculaceae. Mest radiärsymmetriska, men ibland zygomorfa. Alla delar fria från varandra.

Till familjen hör arter som vitsippa (Anemone nemorosa), blåsippa (Hepatica nobilis), smörbollar (Trollius europaeus), akleja (Aquilegia vulgaris), kabbleka (Caltha palustris), riddarsporre (Consolida regalis), våradonis (Adonis vernalis), mosippa (Anemone vernalis) och isranunkel (Ranunculus glacialis), den högst växande kärlväxten i Sverige.